# Filippo Niccolini
Filippo Niccolini (Firenze, 20 agosto 1586 – Firenze, 21 giugno 1666) è stato un marchese italiano.

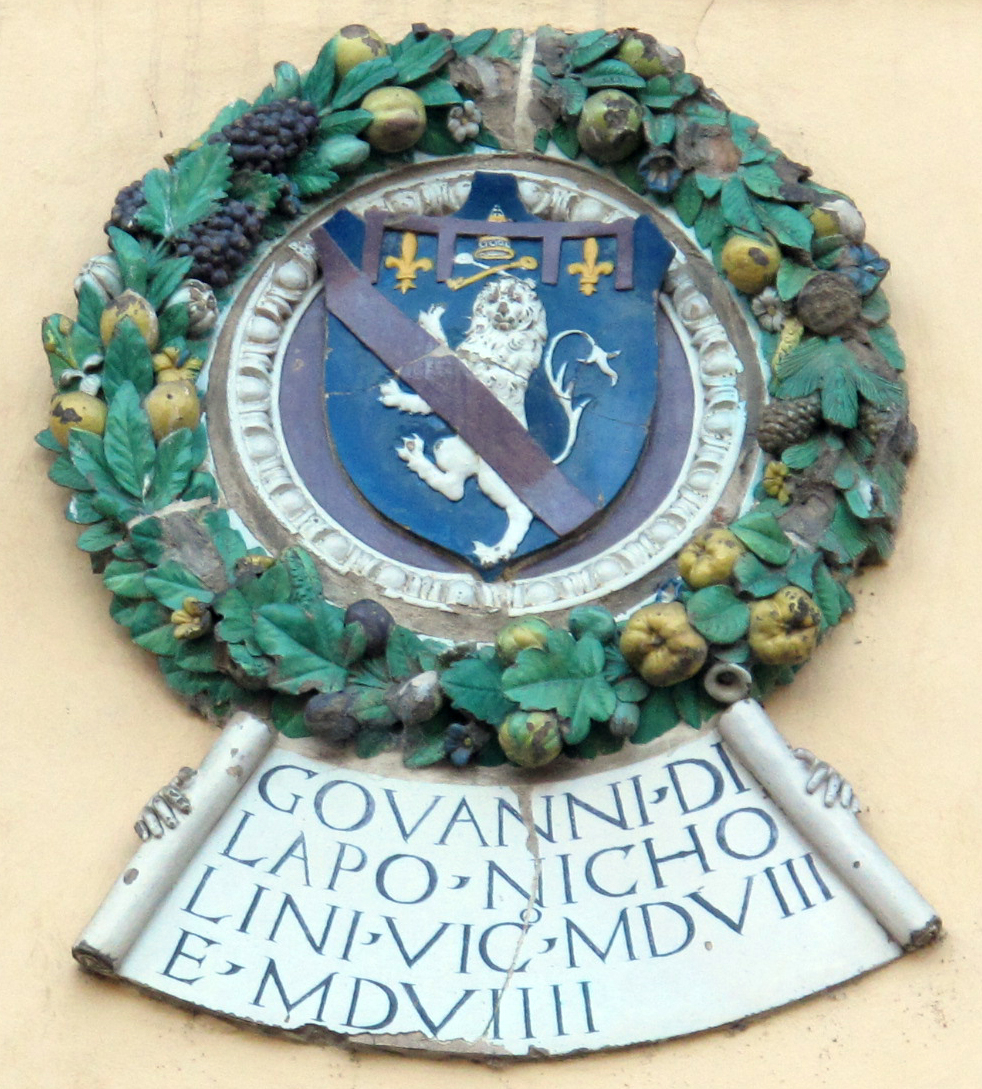
Stemma Niccolini, sul palazzo d'Arnolfo a San Giovanni Valdarno

È stato il primo marchese di Ponsacco e Camugliano e un importante collezionista d’arte.

## Biografia
La famiglia Niccolini, nata nel Medioevo era legata alla famiglia Medici, e il nonno di Filippo, Agnolo, fu il primo governatore di Siena e divenne poi cardinale. Il padre, Giovanni Niccolini, ricoprì vari incarichi diplomatici e divenne senatore nel 1586. Sposò nel 1570 Caterina di Filippo Salviati, dalla quale ebbe sette figli, quattro dei quali raggiunsero la maggiore età. Filippo Nicolini, il secondo figlio, nacque il 20 agosto 1586. 

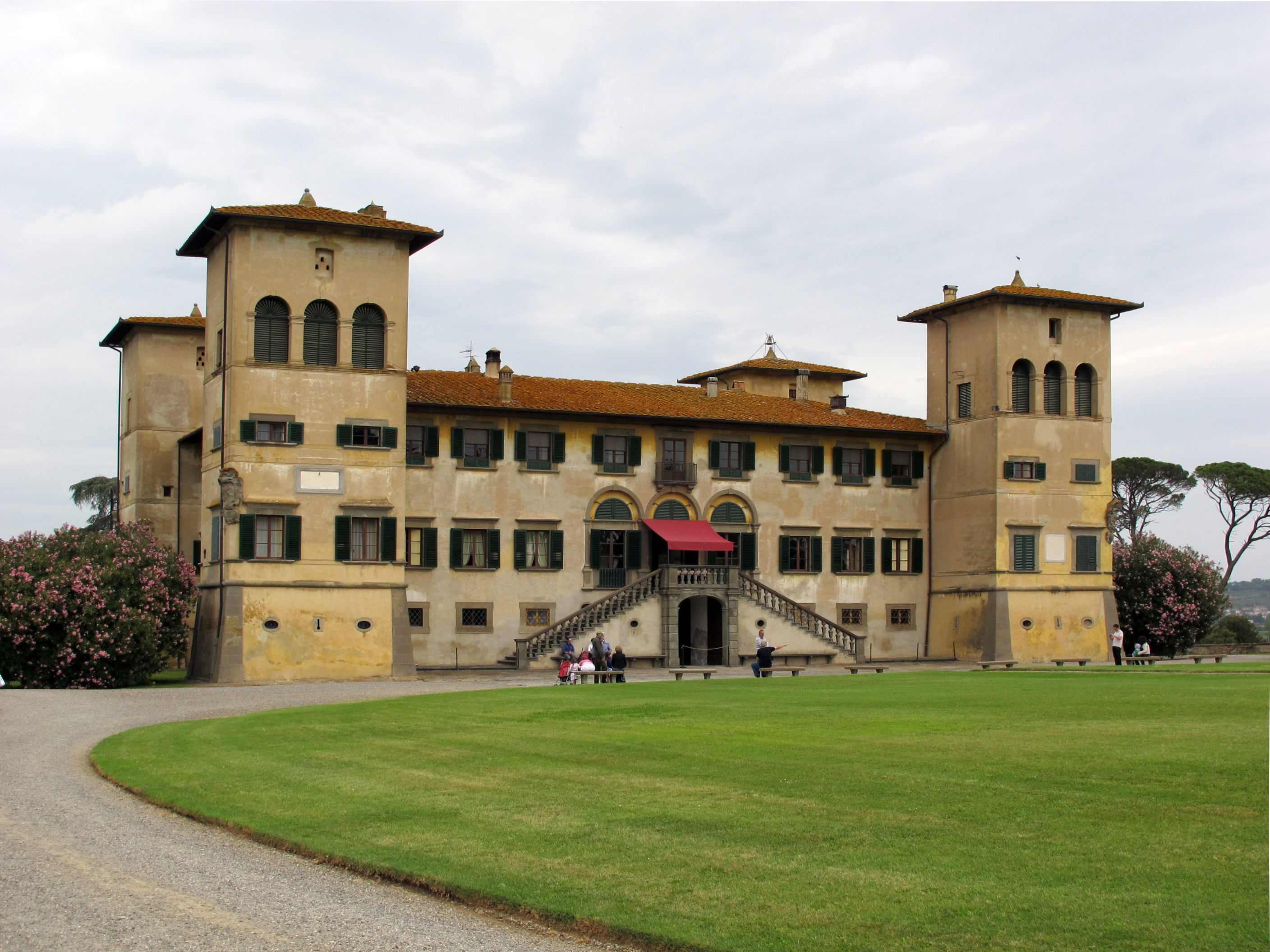
La villa Niccolini di Camugliano

Il fratello maggiore, Francesco Niccolini (1584-1650), sposò Caterina Riccardi, anche se destinato alla carriera da ecclesiastico, e a Roma dovette occuparsi di complesse questioni diplomatiche, tra cui il processo a Galileo Galilei.

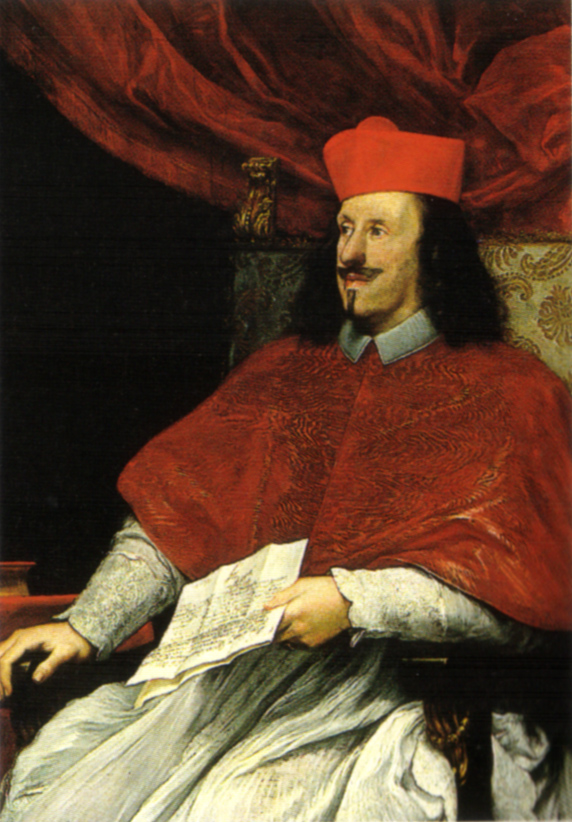
Giovan Carlo de' Medici, il Volterrano

Il 18 ottobre 1606, Filippo Niccolini sposò Lucretia di Lorenzo Corsini e i due coniugi presero dimora a casa del padre del marito, che allora si trovava a Roma. Dopo il matrimonio, però, Giovanni Niccolini riferì che il figlio si comportava in modo maleducato. Il padre era convinto che i problemi caratteriali del figlio fossero il risultato delle relazioni che aveva instaurato con persone di rango inferiore. Tuttavia, agli occhi dei coniugi, essi stessi venivano trattati male in casa. Dopo diversi litigi con gli altri componenti della famiglia Niccolini i coniugi vollero avere una casa propria. Inizialmente, il padre si rivolse al cardinale Ottavio Bandini, che usò la sua autorità per richiamare a Firenze il giovane con lo scopo di allontanarlo da Roma e incoraggiarlo a frequentare persone di rango simile al suo. Tuttavia, visto il protrarsi del conflitto, il cardinale inviò a Firenze Giovanni Finosini con l'ordine segreto di spiegare la questione al cardinale Belisario Vinta e, tramite lui, di sollecitare Ferdinando I a convocare Filippo di Giovanni e la moglie a Firenze. Il cardinale Vinta propose che i due coniugi fossero sistemati in una residenza indipendente, che fossero sostenute le loro spese e che potessero lasciare l'ambasceria di Roma e tornare a Firenze, come in effetti avvenne.
A Firenze Niccolini passò molti anni al servizio dei Granduchi di Toscana e svolse diversi incarichi diplomatici. Nel 1617 accompagnò come coppiere Caterina de'Medici, figlia di Ferdinando I de' Medici, nel suo viaggio a Mantova per sposare il duca Ferdinando I Gonzaga. Nel gennaio 1618 fu inviato alla corte di Mantova per porgere le condoglianze per la morte di Margherita Gonzaga moglie di Alfonso I d'Este, duca di Ferrara. Il 15 aprile 1621 fu inviato presso Francesco Maria II della Rovere, duca di Urbino, per comunicare la morte di Cosimo II e la successione di Ferdinando II, ancora bambino, sotto la reggenza della nonna, Cristina di Lorena, e della madre Maria Maddalena d'Austria. 
Agli inizi degli anni venti le reggenti Cristina di Lorena e Maria Maddalena d'Austria elessero Niccolini Aio del principe Giovan Carlo de' Medici, creando tra loro un legame duraturo. Il principe nominò Niccolini primo ciambellano, sovrintendente e supervisore. 
Nel 1625, Filippo Nicolini ricevette il titolo di marchese della tenuta di Monte Giovo, in provincia di Siena. Il Granduca, tuttavia, rese la tenuta e il titolo "tantum vita natural durante", ovvero, alla morte di Nicolini, la tenuta e il titolo sarebbero dovuti tornare al Granduca. 
Nell'aprile 1626 Filippo Niccolini andò a piangere la morte del cardinale Odoardo Farnese alla corte di Parma. Il cardinale aveva guidato il governo insieme alla duchessa madre, e la sua morte aveva lasciato un posto vacante nella guida politica, così Ferdinando II disse a Niccolini che se la duchessa voleva «qualche consiglio, et avvertimento», essendo «il signor duca rimasto privo della tutela et prontezza del signor cardinale suo zio», egli sarebbe stato disponibile, bastando «che ci accennino a tutto quel che noi possiamo fare per la casa loro e per servitio particolare del signor duca». 

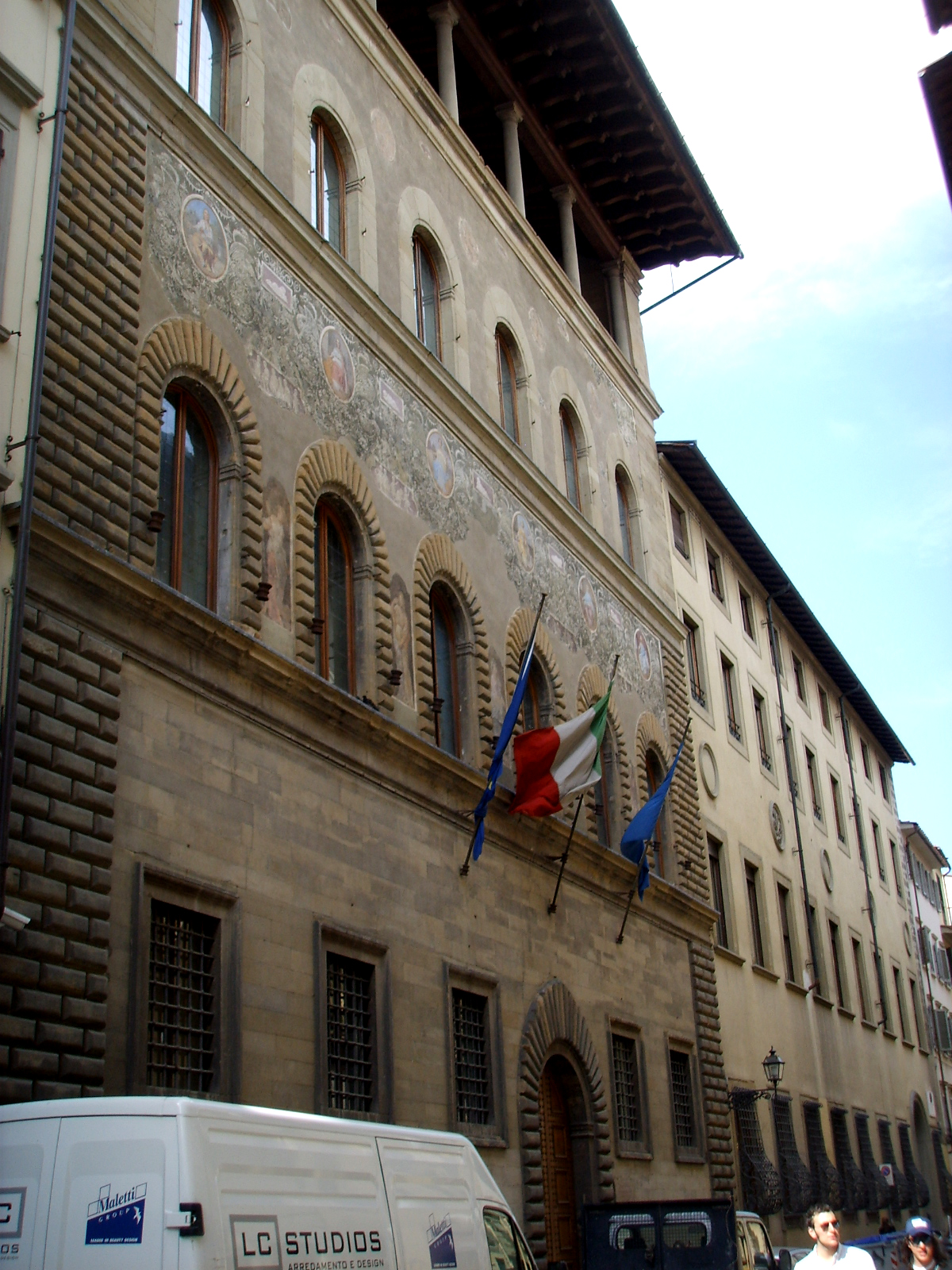
Palazzo Niccolini

Nel 1628 Filippo di Giovanni fece parte dell'entourage che accompagnò il principe Ferdinando de' Medici nei suoi viaggi attraverso l'Italia e l'Europa, visitando Roma, Napoli, il santuario di Loreto, Bologna, Ferrara, Venezia, Vienna e Praga, prima di assumere un incarico di governo (lo stesso anno fu nominato Arciduca).
Nel 1630 il principe Giovan Carlo de' Medici confermò la nomina di primo ciambellano, sovrintendente e supervisore di Niccolini, grazie al rapporto che avevano costruito nel tempo. Lo stesso avvenne nel 1642 e nel 1655. La fiducia si estendeva anche agli interessi del principe Giovan Carlo. Niccolini fu anche intimo amico e sostenitore delle arti dello spettacolo come intermediario per alcuni artisti e come direttore dei lavori del Teatro della Pergola.
Nel 1637 Niccolini chiese che il suo titolo fosse cambiato in quello di marchese di Ponsacco e Camugliano e Ferdinando II lo permise. Alla morte del marchese fu deciso che il titolo sarebbe passato ai suoi discendenti.
I titoli di marchese di Ponsacco e di marchese di Camugliano riconoscevano la fedeltà della famiglia ai Medici e rappresentarono l'apice del successo della famiglia.
Filippo Niccolini morì il 21 giugno 1666 e fu sepolto nella cappella di famiglia nella chiesa di S. Croce a Firenze.
I coniugi, non avendo avuto figli, designarono come erede Lorenzo di Matteo Niccolini, cugino di Filippo Niccolini. L'erede è il capostipite di una linea familiare che sopravvive tuttora. 

### Cappella Niccolini

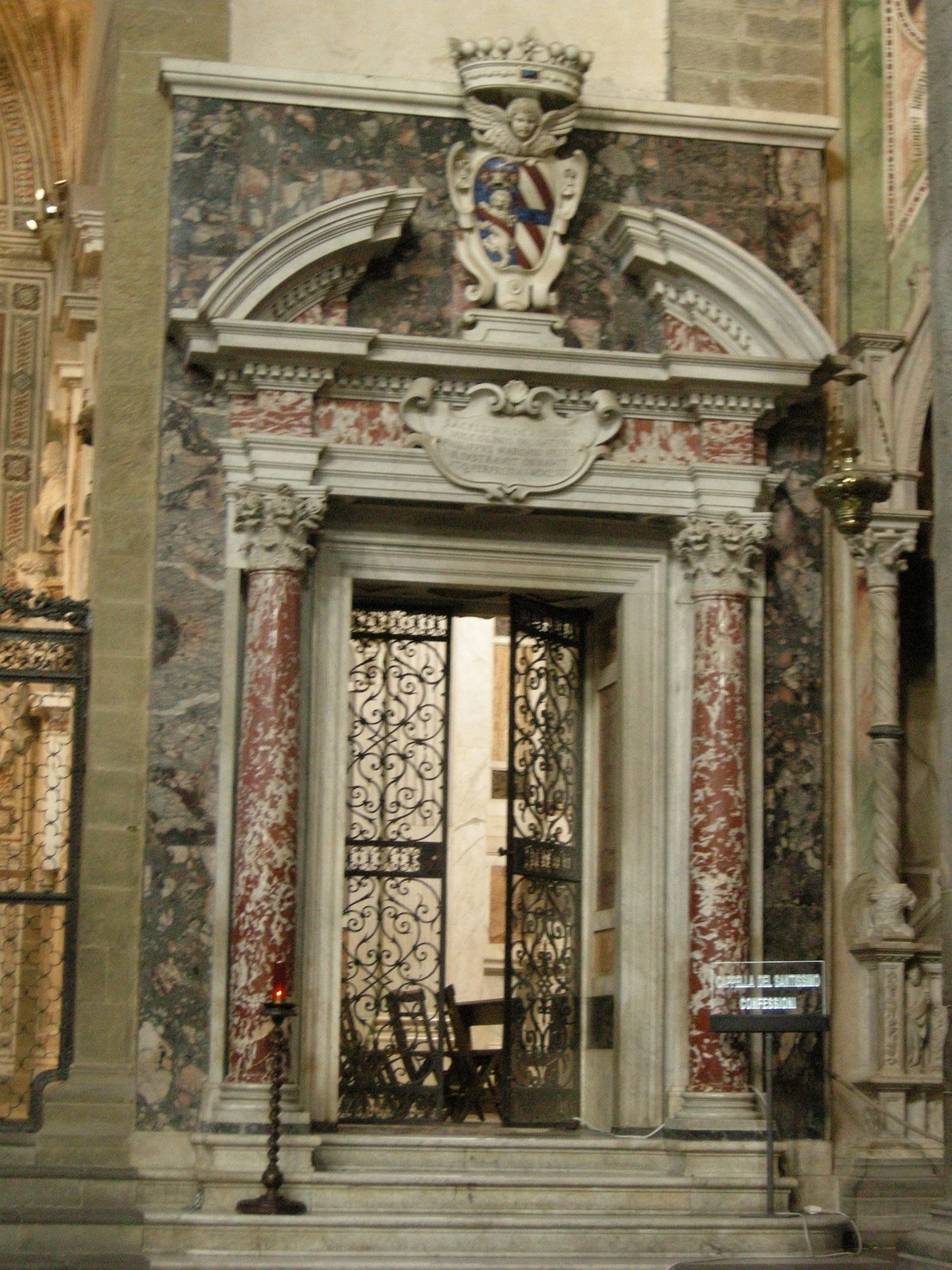
Entrata della cappella Niccolini in Santa Croce

Nel 1579, Giovanni Niccolini commissionò all'architetto Giovan Antonio Dosio il progetto della propria cappella in Santa Croce. L'architetto propose inizialmente una soluzione ispirata alla "Sagrestia Nuova" di Michelangelo Buonarroti.
Tra il 1585 e il 1592, il fiammingo Pietro Francavilla scolpì una figura di Mosè affiancata dalle personificazioni della Verginità e della Prudenza sulla parete nord e di Aronne accompagnato dall'Umiltà sulla parete sud. 
Giovanni Niccolini morì nel 1611 e i lavori furono sospesi fino al 1650, quando Filippo continuò l'opera del padre e completò la decorazione con affreschi e stucchi. Baldassare Franceschini, detto il Volterrano, fu incaricato di decorare la cupola con l'incoronazione della Vergine e i pennacchi angolari con le sibille, iniziati nel 1653 ma completati nel 1661. In questi anni vennero ultimate anche le vetrate disegnate con gli stemmi dei Niccolini e dei Corsini.
Gli affreschi sono stati influenzati dai viaggi di istruzione in Emilia e a Roma del Volterrano, finanziati dal Niccolini, e dagli studi di Pietro da Cortona a Firenze.
Il fascino di questa cappella nel corso dei secoli ha attirato molti viaggiatori illustri. Ammirando questa cappella, Stendhal sperimentò un forte disturbo psicologico oggi noto come "sindrome di Stendhal".

### Villa di Camugliano

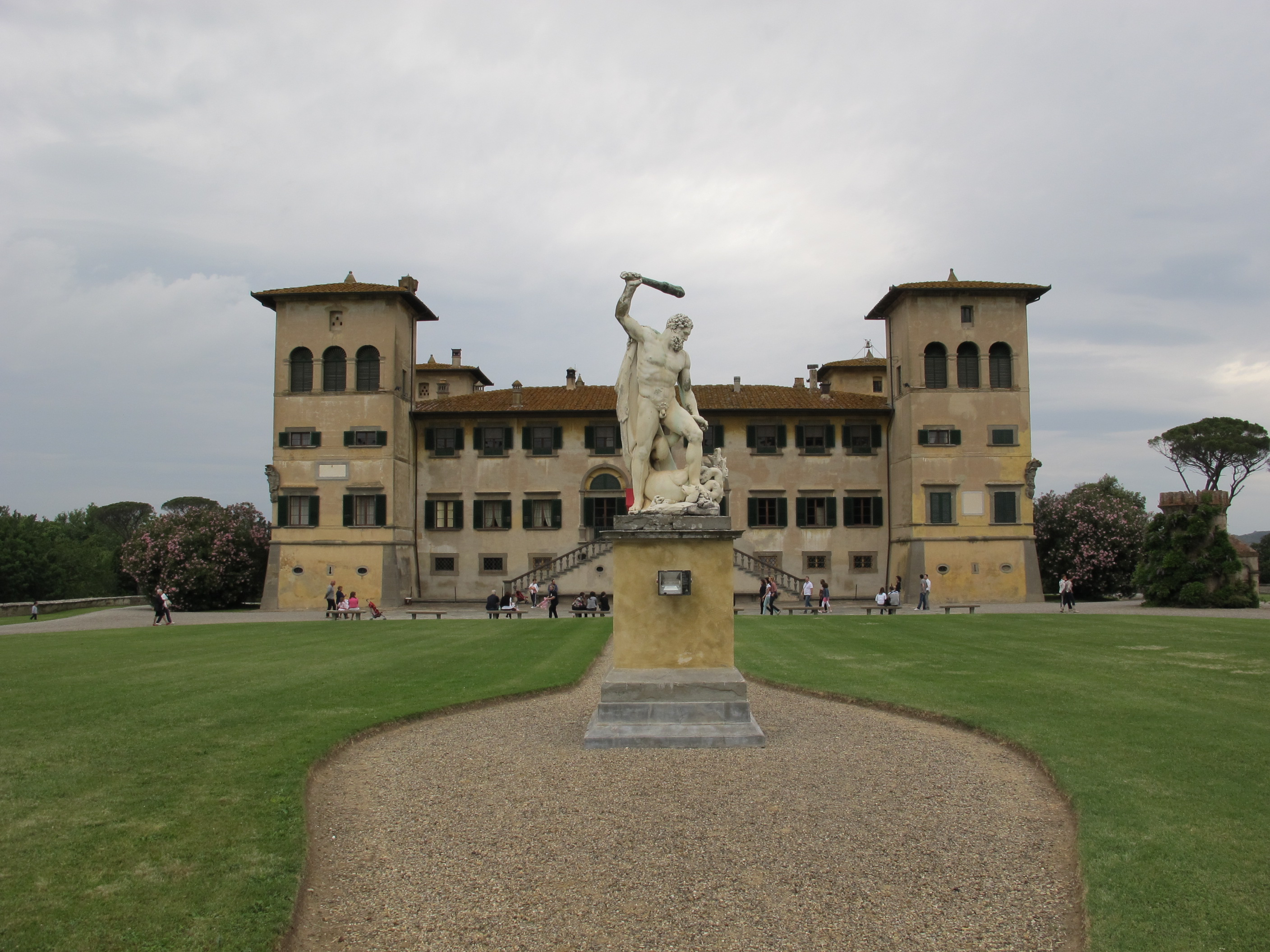
Il retro

Il 23 settembre 1634 Niccolini acquistò dai Medici, per 50.000 scudi, la villa e la tenuta di Camugliano.
Niccolini decise di ampliare la tenuta e fece costruire la cappella di famiglia nella chiesa del santuario della Verna.
Filippo di Giovanni si impegnò a migliorare le condizioni generali della fattoria aumentando le coltivazioni, migliorando il drenaggio dei terreni e piantando vigneti. Per l'esterno della villa, il marchese ricorse all'aiuto di un architetto fiorentino, ma fu influenzato da altre ville medicee della fine del XVI secolo. 
Nella facciata nord della villa, sotto il balcone centrale con lo stemma di Filippo e della moglie Lucrezia Corsini, si trova un accesso per la cappella padronale, dedicata a San Filippo. Al piano terra si trova l'imponente salone centrale, con volta affrescata da Angelo Michele Colonna. La loggia ricorda quella ordinata da Niccolini nel 1655 per il cortile della sua villa di via Servi a Firenze.

### Interessi musicali
Filippo Niccolini ebbe un ruolo famoso come mecenate per la pittura e la scultura, mentre il suo ruolo come mecenate della musica nella Firenze dell'inizio del XVII secolo è stato meno celebrato ma ebbe notevole importanza. Nel corso dei decenni in effetti Niccolini investì continuamente nella musica, tenendo regolarmente raduni musicali nel suo palazzo, reclutando cantanti, acquistando o commissionando strumenti di valore e tenendo giovani appassionati di musica per sé e  mandandone altri al servizio dei Medici. Niccolini indicò una strada alla strategia mecenatesca della sua famiglia attraverso investimenti musicali e scambi culturali tra Firenze e Roma, che aveva continuamente promosso attraverso amicizie con compositori e cantanti. 
Filippo Niccolini sovvenzionò, tra gli altri, Lucia Coppa (1625–1699), cantante e clavicembalista, allieva di Frescobaldi. L'artista si fece conoscere grazie anche ai rapporti di Niccolini con l'ambiente musicale romano e fiorentino, agli spettacoli musicali sponsorizzati nella sua residenza e al suo legame con la famiglia Medici. 